# Repeat - The Best of Jethro Tull - Vol II
Repeat - The Best of Jethro Tull - Vol II es una álbum de grandes éxitos lanzado en 1977 por la banda inglesa de rock Jethro Tull y que incluía un tema inédito hasta el momento, "Glory Row". Este álbum dejaría de considerarse esencial para los coleccionistas desde la reedición del 2002 de War Child, que sí incluyó ya dicho tema.
El álbum fue reeditado en CD, pero es posible que no vuelva a ser reeditado más. El primer volumen de grandes éxitos de la banda había sido M.U. - The Best of Jethro Tull - Vol I.

## Puesto en las listas de éxitos
En Estados Unidos alcanzó el puesto 93 en las listas de éxitos.

## Lista de temas
| #   | Título                                        | Autor                                  | Interpretaciones | Tiempo |
| --- | --------------------------------------------- | -------------------------------------- | ---------------- | ------ |
| 1.  | "Minstrel in the Gallery"                     | (Ian Anderson)                         |                  | 4:17   |
| 2.  | "Cross-Eyed Mary"                             | (Ian Anderson)                         |                  | 4:11   |
| 3.  | "A New Day Yesterday"                         | (Ian Anderson)                         |                  | 4:10   |
| 4.  | "Bourée"                                      | (Johann Sebastian Bach / Ian Anderson) |                  | 3:46   |
| 5.  | "Thick as a Brick" (corte #4)                 | (Ian Anderson / Gerald Bostock)        |                  | 3:27   |
| 6.  | "War Child"                                   | (Ian Anderson)                         |                  | 4:37   |
| 7.  | "A Passion Play" (corte #9)                   | (Ian Anderson)                         |                  | 3:33   |
| 8.  | "To Cry You a Song"                           | (Ian Anderson)                         |                  | 6:14   |
| 9.  | "Too Old to Rock 'n' Roll: Too Young to Die!" | (Ian Anderson)                         |                  | 5:42   |
| 10. | "Glory Row" (inédita hasta el momento)        | (Ian Anderson)                         |                  | 3:33   |

## Intérpretes
- Ian Anderson: flauta, mandolina, guitarra acústica, guitarra, saxofones alto y soprano, y voz.
- Martin Barre: guitarra, guitarra acústica, guitarra eléctrica.
- Maddy Prior: Voz.
- Jeffrey Hammond: bajo.
- Glenn Cornick: bajo.
- John Glascock: bajo y voz.
- John Evan: acordeón, piano, sintetizador, piano-acordeón, órgano (Hammond) y teclados.
- Barriemore Barlow: batería, percusión.
- Clive Bunker: batería y percusión.
- David Palmer – arreglos orquestales, dirección de orquesta, saxofón, sintetizador y teclados.

### Colaboradores
- Terry Ellis: productor.
- John Burns: ingeniero.
- Andy Johns: ingeniero.
- Robin Black: ingeniero.
- Frank Duarte: ilustraciones de cubiertas.